# Aechmea magdalenae
Espèce
Classification phylogénétique
Synonymes
- Ananas magdalenae (André) Standl.
- Bromelia magdalenae (André) C.H.Wright
- Chevaliera magdalenae André

Aechmea magdalenae est une espèce de plantes à fleurs de la famille des Bromeliaceae, qui se rencontre du Mexique à l'Équateur. Cultivée au Mexique, elle est utilisée pour ses fibres dans la fabrication d'articles de broderie sur cuir.

## Synonymes
- Ananas magdalenae (André) Standl.[1] ;
- Bromelia magdalenae (André) C.H.Wright[1]
- Chevaliera magdalenae André[1]

## Distribution
Sa distribution de l'espèce est large à travers l'Amérique centrale et le nord-ouest de l'Amérique du Sud. On la rencontre dans de nombreux pays dont le Mexique, Costa Rica, Honduras, Belize, Panama, Colombie et Équateur

## Description
L'espèce est rupicole ou hémicryptophyte.

## Aechmea magdalenaeet l'Homme

### Utilisation par l'homme
L'espèce est cultivée dans le Sud du Mexique pour ses fibres soyeuses sous le nom de ixtle pour servir de broderie sur des articles de cuir dans un art connu sous le nom de el piteado.